# Adrian Grbić
Adrian Grbić (4 augustus 1996) is een Oostenrijks-Kroatisch voetballer die doorgaans als centrumspits speelt. In juli 2020 maakte hij de overstap van Clermont Foot naar FC Lorient.

## Clubcarrière
Grbić doorliep de jeugdreeksen van SC Wiener Viktoria, Rapid Wien en VfB Stuttgart. In de zomer van 2016 maakte Grbić de overstap van het tweede elftal van Stuttgart naar de Oostenrijkse tweedeklasser Floridsdorfer AC. Na een succesvol seizoen met 27 wedstrijden en 7 doelpunten maakte Grbić in de zomer van 2017 de overstap naar SC Rheindorf Altach, uitkomend in de Bundesliga. Op 29 juni 2017 debuteerde Grbić in de Europa League in de met 0–1 gewonnen wedstrijd tegen Tsjichoera Satsjchere. Op 23 juli 2017 maakte hij zijn debuut in de hoogste afdeling door 27 minuten voor tijd Hannes Aigner te vervangen. Amper vijf minuten later wist Grbić te scoren en tekende voor de 3–0 eindstand. In 2019 transfereerde Grbić naar Ligue 2-club Clermont Foot. Daar scoorde hij zeventien keer in 26 wedstrijden, waardoor hij de interesse wekte van FC Lorient. Op 8 juli 2020 tekende hij een contract bij die club.

## Clubstatistieken
| Seizoen     | Club                | Competitie           | Competitie | Competitie | Beker | Beker | Internationaal | Internationaal | Totaal | Totaal |
| Seizoen     | Club                | Competitie           | Wed.       | Dlp.       | Wed.  | Dlp.  | Wed.           | Dlp.           | Wed.   | Dlp.   |
| ----------- | ------------------- | -------------------- | ---------- | ---------- | ----- | ----- | -------------- | -------------- | ------ | ------ |
| 2016/17     | Floridsdorfer AC    | 2. Liga (Oostenrijk) | 27         | 5          | 2     | 2     | 0              | 0              | 29     | 7      |
| 2017/18     | SC Rheindorf Altach | Bundesliga           | 26         | 7          | 2     | 3     | 6              | 0              | 34     | 10     |
| 2018/19     | SC Rheindorf Altach | Bundesliga           | 11         | 4          | 2     | 1     | 0              | 0              | 13     | 5      |
| Club totaal | Club totaal         | Club totaal          | 64         | 16         | 6     | 6     | 6              | 0              | 76     | 22     |

Bijgewerkt op 20 januari 2019

## Interlandcarrière
Grbić doorliep de verschillende jeugdploegen van het nationale elftal. Op 4 september 2020 debuteerde hij in het Oostenrijks voetbalelftal in een Nations Leaguewedstrijd tegen Noorwegen. Zijn eerste doelpunt volgde op 7 oktober van dat jaar in een vriendschappelijke wedstrijd tegen Griekenland.
1 Gomis ·
2 Silva ·
3 Talbi ·
4 Mouyokolo ·
5 B. Mendy ·
8 Innocent ·
10 Faivre ·
11 Dieng ·
12 Yongwa ·
13 F. Mendy ·
14 Bakayoko ·
15 Laporte ·
17 Makengo ·
19 Abergel  ·
20 Sylla ·
21 Ponceau ·
22 Kroupi ·
24 Kalulu ·
25 Le Goff ·
26 Pagis ·
27 Aiyegun ·
29 Doucouré ·
37 Le Bris ·
38 Mvogo ·
44 Kari ·
77 Grbić ·
93 Mvuka ·
94 Youfeigane ·
95 Touré ·
97 Boisgard ·
Coach: Le Bris